# Mike Musyoki
Ne doit pas être confondu avec Patrick Makau Musyoki.
Michael « Mike » Musyoki (né le 28 mai 1956) est un athlète kényan spécialiste du 10 000 mètres et du semi-marathon. Il fut détenteur du record du monde du semi-marathon avec 1 h 01 min 36 s.

## Carrière
À Philadelphie le 19 septembre 1982, Mike Musyoki bat le record du monde du semi-marathon en 1 h 01 min 36 s soit 11 secondes de moins qu'Herb Lindsay. Son record tiendra 1 an et 1 semaine avant que Paul Cummings ne le batte au même endroit.

### Palmarès
| Date | Compétition           | Lieu        | Résultat | Épreuve       | Performance    |
| ---- | --------------------- | ----------- | -------- | ------------- | -------------- |
| 1978 | Jeux africains        | Alger       | 2e       | 5 000 mètres  | 13 min 44 s 79 |
| 1978 | Jeux africains        | Alger       | 2e       | 10 000 mètres | 28 min 05 s 20 |
| 1978 | Jeux du Commonwealth  | Edmonton    | 2e       | 5 000 mètres  | 13 min 29 s 92 |
| 1978 | Jeux du Commonwealth  | Edmonton    | 2e       | 10 000 mètres | 28 min 19 s 14 |
| 1984 | Jeux olympiques d'été | Los Angeles | 3e       | 10 000 mètres | 28 min 06 s 46 |

### Records
| Épreuve       | Performance     | Lieu          | Date |
| ------------- | --------------- | ------------- | ---- |
| 10 000 mètres | 27 min 41 s 92  |               | 1977 |
| Semi-marathon | 1 h 00 min 43 s | South Shields | 1986 |